# Нафтопровід Жулин — Надвірна
Нафтопровід Жулин — Надвірна призначений для забезпечення постачання російської експортної суміші нафт і азербайджанської нафти з чинного нафтопроводу Броди — Держкордон в режимі «імпорт» та нафти Долинського нафтогазового родовища (Івано-Франківська область) на нафтопереробний завод ВАТ «Нафтохімік Прикарпаття» (м. Надвірна Івано-Франківська область, Україна).
Перша черга нафтопровода — від діючої НПС «Долина» нафтопроводу «Долина — Дрогобич» до НПЗ Надвірна побудовано нафтопровід діаметром 530 мм, загальною довжиною 78 км і потужністю до 4,3 млн тонн на рік. Реалізована У 2005 році.
Постачання нафти на Надвірнянський НПЗ передбачено новим трубопроводом «Жулин — Надвірна» та діючою ділянкою (км 25 — км 0 нафтопроводу «Долина — Дрогобич»). Діаметр трубопроводу на цій ділянці нафтопровода «Жулин — Надвірна» становить 273 мм, і не дає змогу забезпечити обсяги перекачки до 4,3 млн тонн на рік.
Друга черга нафтопровода — будівництво на зазначеній ділянці (км 25 — км 0 нафтопроводу «Долина — Дрогобич») нового трубопроводу діаметром 530 мм. Це дозволить забезпечити об'єми перекачки до 4,3 млн тонн на рік по всьому маршруту нафтопроводу «Жулин — Надвірна».
Орієнтовна вартість проекту — 21,6 млн доларів США.
Замовник проекту — Філія «Магістральні нафтопроводи» «Дружба» ВАТ «Укртранснафта» (Україна)
Головний інженер проекту — Терещенко Е. О.